# Primera batalla de Bull Run
La Primera batalla de Bull Run, també coneguda com la Primera batalla de Manassas, va tenir lloc el 21 de juliol de 1861 i va ser el primer gran combat a terra de la Guerra Civil Nord-americana.
Tropes federals, sota el comandament del brigadier general Irvin McDowell, van avançar contra l'exèrcit confederat, al comandament dels brigadiers generals Joseph E. Johnston i P. G. T. Beauregard, a Manassas (Virgínia) i malgrat el seu èxit preliminar van ser forçats a retirar-se finalment cap a Washington DC.

## Antecedents
Amb anterioritat a la batalla, Irwin McDowell va ser nomenat, pel president Abraham Lincoln, comandant de l'exèrcit de Virgínia nord-oriental. Una vegada en el seu càrrec, McDowell va ser pressionat per polítics i ciutadans impacients a Washington, que desitjaven veure una ràpida victòria al camp de batalla sobre l'exèrcit confederat al nord de Virgínia. McDowell, però, tenia una gran preocupació sobre el nivell de l'entrenament de les seves tropes, ja que encara no les considerava preparades per al combat. Lincoln, però, va animar McDowell dient-li «vostès estan encara verds, és cert, però ells també ho estan. Tots vostès ho estan». Contra el seu propi judici, McDowell va començar la campanya. El 16 de juliol de 1861, el general va partir de Washington amb l'exèrcit més gran mai reunit al continent nord-americà, 28.452 efectius.
L'exèrcit confederat amb 21.883 efectius, sota el comandament de Beauregard, havia acampat a prop de l'enllaç de Manassas, a uns 40 km de la capital dels Estats Units. McDowell planejava caure sobre aquest exèrcit numèricament inferior, mentre el major general Robert Patterson, l'exèrcit de la Unió, amb 18.000 homes s'enfrontava a la força de Johnston (l'exèrcit de Shenandoah, de 8.884 efectius més la brigada de Holmes de 1.465 homes) a la vall del Shenandoah, per evitar que pogués reforçar l'exèrcit de Beauregard.
Després de dos dies de marxa sota una calor sufocant, l'exèrcit de la Unió va poder descansar. En aquests moments, McDowell buscava una forma per envoltar a Beauregard, que havia desplegat les seves línies al llarg de Bull Run. El 18 de juliol, el comandanment de la Unió va enviar una divisió al comandament del brigadier general Daniel Tyler per posicionar-se en la dreta dels confederats, és a dir el flanc sud-est. Desafortunadament, Tyler va ser forçat al combat a Blackburn's Ford (prop de Bull Run) sense poder obrir-se pas.
Amb gran frustració, McDowell va resoldre atacar els confederats per la seva ala esquerra en lloc d'allò planejat prèviament. Va pensar a deixar una divisió en el pont de pedra sobre Warrenton Turnpike i va enviar dues divisions sobre Sudley Springs Ford des d'aquí. Aquesta divisió hauria de marxar sobre la rereguarda confederada. .
Tot i que el pla era bo, entre el 20 i 21 de juliol, Joseph E. Johnston al comandament de 12.000 homes que feia front a l'exèrcit de Patterson superior en nombre a la Vall de Shenandoah es van unir a les línies confederades prop de Bull Run a través de la línia ferroviaria que des de Manassas els va conduir a unir-se amb Beauregard. Seria la primera vegada a la història que un exèrcit era transportat amb ferrocarril. Aquest moviment va permetre sumar forces al contingent de Beauregard, permetent als confederats enfrontar-se a McDowell en igualtat de condicions numèriques. El general McDowell, mentrestant, en adonar-se que estava rebent informació contradictòria dels seus agents d'intel·ligència, va decidir fer servir el globus aerostàtic  Enterprise en tasques de reconeixement.

## Batalla

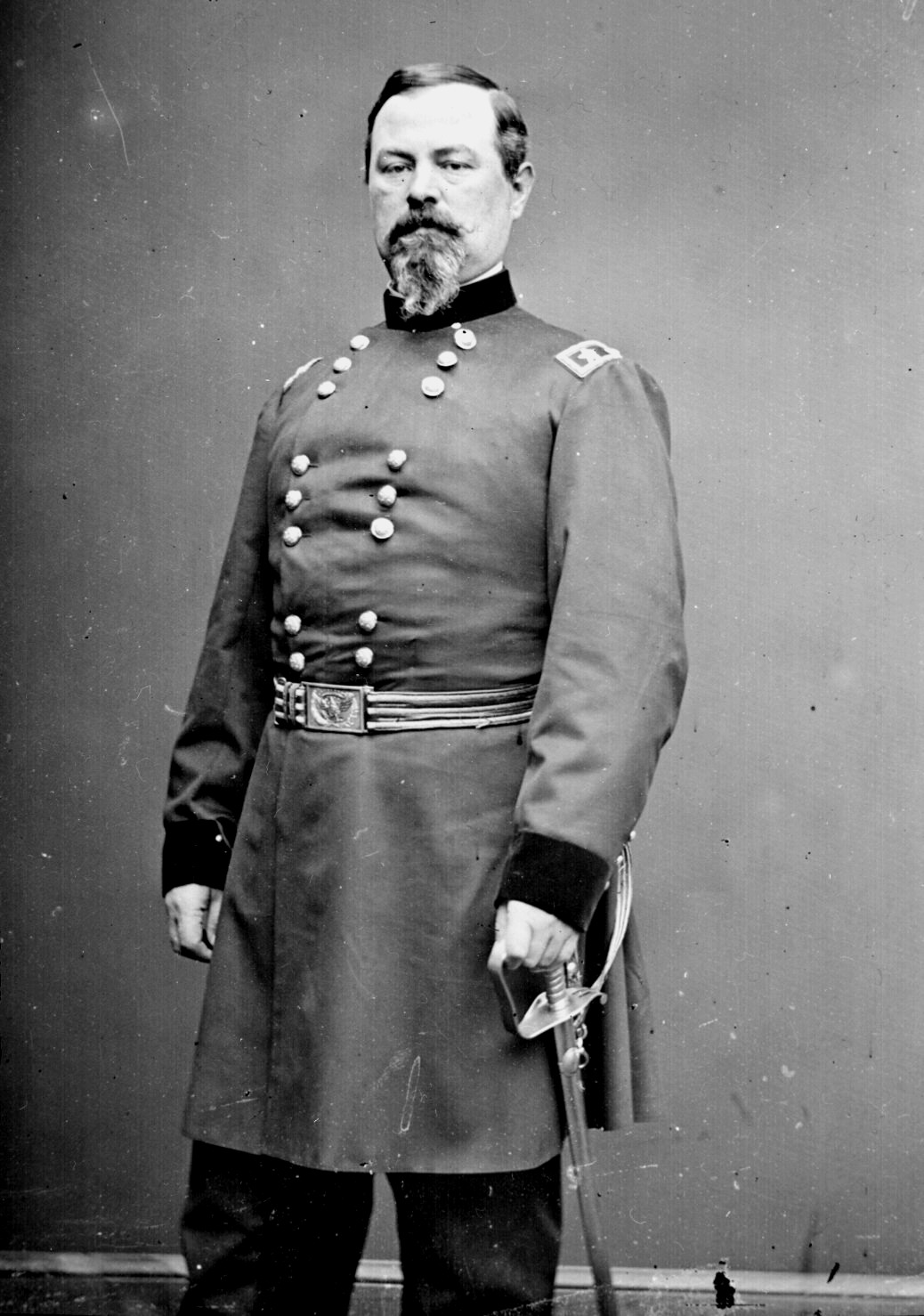
El general de la Unió Irvin McDowell

Les tropes confederades a l'inici de la batalla estaven esteses al llarg del riu Bull Run. Des de Blackburn's Ford, on s'espeava el principal atac de la Unió, fins a Farm Ford. McDowell envià primerament al Comandant de Divisió Daniel Tyler en una missió de reconeixement cap a Blackburn's For on es a trobar amb una aferrissada resistència per part de les tropes confederades dirigides allà per Longstreet. Mentrestant els últims reforços de Johnston arribaven al camp. McDowell tornà a intentar un atac frontal al centre de la línia confederada a l'alçada de Farm Ford per cobrir a les divisions nordistes que havien de rodejar el flanc confederat.
El matí del 21 de juliol, dues divisions de la Unió van creuar Sudley Springs i colpejaren la banda esquerra confederada. Tot el que tenien els confederats per enfrontar-se als 6.000 soldats de la Unió era la reduïda brigada de 900 homes del coronel Nathan George Evans.
Evans aviat va rebre reforços de dues brigades al comandament de Barnard Bee i Francis S. Bartow, però lentament la línia confederada s'esfondrà i es va trencar completament. En un ràpid replegament des de la seva posició en Mathews Hill, el que quedava de la força confederada es va refugiar a la seva línia de reforços en Henry House Hill. Aquesta era la brigada de Virgínia de Thomas J. Jackson. «Tenim l'enemic a l'esquena», va dir Bee a Jackson, que va respondre: «Aleshores senyor, haurem d'enfrontar-nos-hi amb la baioneta». Inspirat pel cap fred de Jackson, Bee va tornar amb els seus homes i els va arengar: «Allà s'està el Jackson, com si fos una muralla de pedra (Stonewall)! Poseu-vos darrere dels virginians!». Així va néixer el llegendari Stonewall Jackson.

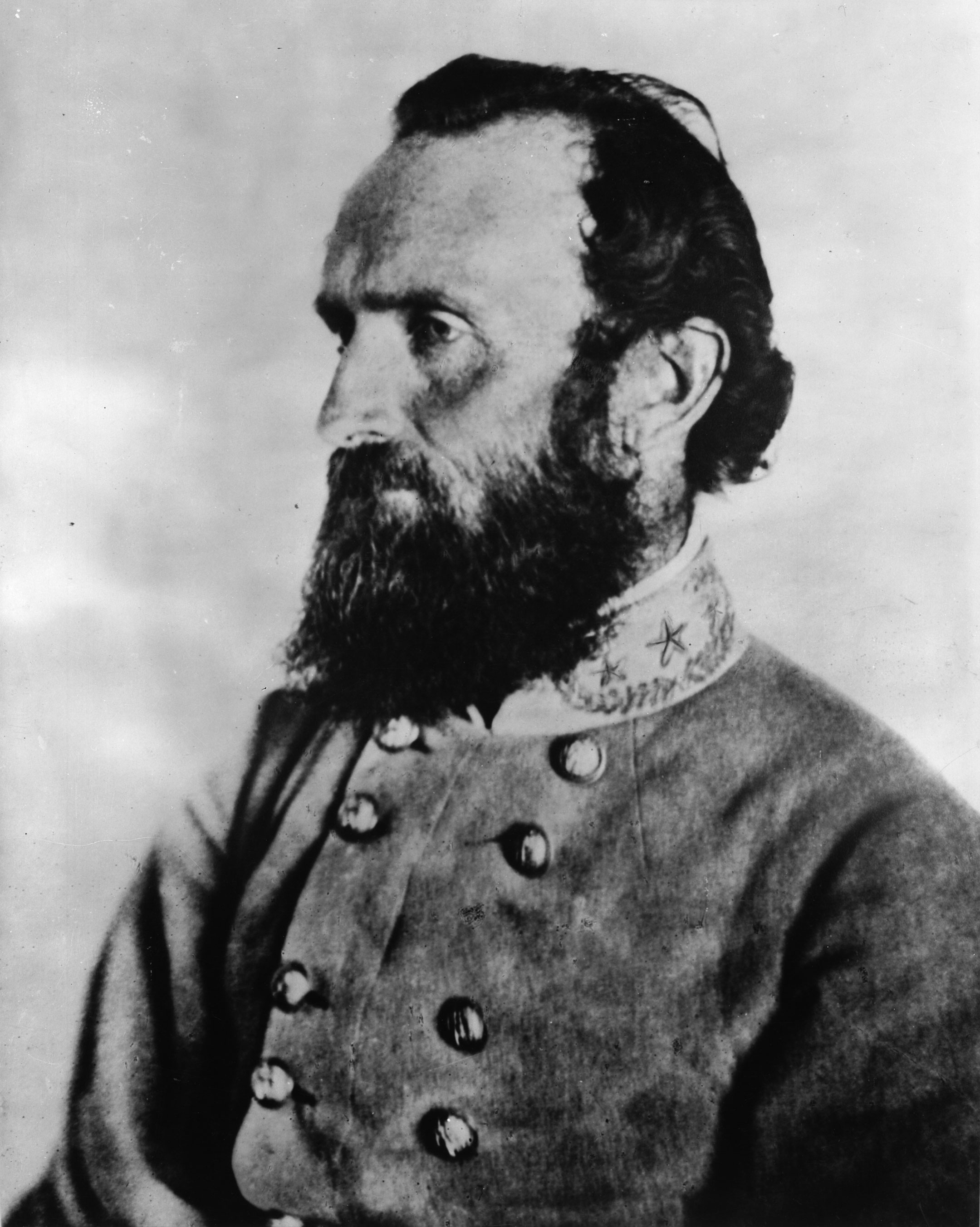
El general confederat Thomas "Stonewall" Jackson

Unitats disperses van començar a reunir.se al voltant de la brigada de Virgínia, i la lluita continuava mentre la marea de soldats federals avançava gairebé fins a la vora de Henry House Hill. Tan aviat aquestes tropes van arribar al cim del turó, es van enfrontar als rifles dels homes de Jackson i van rebre una descàrrega completa amb efecte devastador. Les línies nordistes es van trencar i van començar a retrocedir en el que es va anomenar «la gran fuga». Finalment, més brigades confederades de refresc van entrar en combat i la situació es capgirà completament a favor de l'exèrcit de Beauregard. La columna del flanc de McDowell va ser detinguda, sobrepassada i derrotada completament. En el desordre que va seguir, centenars de soldats federals van caure presoners. Un vagó de la Unió es va capgirar al pont de Bull Run generant pànic en la força de McDowell. Beauregard i Johnston van decidir no forçar la situació d'avantatge que portaven, ja que el seu exèrcit combinat estava també en aquest moment molt desorganitzat.
La rica societat de Washington, que esperanva una fàcil victòria de la Unió, havia anat de pícnic a contemplar la batalla. Quan l'exèrcit federal es feu escàpol en total desordre, els camins que portaven a Washington estaven bloquejats per aquests civils que intentaven fugir en els seus cotxes. Major confusió es va produir quan un projectil d'artilleria va caure sobre un carro, bloquejant el camí principal al nord.

## Conseqüències
Desorganitzats, els confederats no van poder avançar a Washington. Ambdós bàndols es van adonar ràpidament que la guerra seria més llarga i brutal del que s'havien imaginat. El 22 de juliol, el president Lincoln va signar un projecte de llei que preveia l'allistament d'altres 500.000 homes fins a tres anys de servei.

## Avaluació
Les baixes de la Unió van ser 481 morts, 1.011 ferits i 1.216 desapareguts o capturats. Les baixes confederades van ser de 387 morts, 1.582 ferits i 13 desapareguts. Entre els primers hi havia el coronel Francis S. Bartow, que va ser el primer comandant de brigada confederat a morir en la guerra civil. El general Bee va ser mortalment ferit, morint l'endemà.
Irwin McDowell es va dur el pes de la culpa per la derrota de la Unió en Bull Run i va ser reemplaçat ràpidament per George B. McClellan, que ja sonava com el general en cap de tot l'exèrcit de la Unió. En una cruel ironia, McDowell també va estar present per tornar a ser culpat per la derrota de l'exèrcit de Virgínia de John Pope per part de les tropes de Robert E. Lee només 13 mesos després en la Segona batalla de Bull Run.
La similitud entre la bandera de barres i estrelles de la Confederació i la bandera dels Estats Units d'Amèrica va ser font de confusions al camp de batalla i va portar a l'adopció d'una nova bandera confederada, que es convertiria en el símbol més popular dels Estats Confederats i del sud dels EUA.

Bandera usada per la Unió a l'època de l'enfrontament
Bandera confederada a l'època de l'enfrontament
Bandera de guerra confederada a partir de la primera batalla de Bull Run
Bandera nacional dels Estats Confederats des de 1863